# Daniel Chanis Pinzón
Daniel Chanis Pinzón (Panamá, 20 de noviembre de 1892 - 22 de enero de 1961) fue un médico y político panameño y Presidente de Panamá desde el 28 de julio hasta el 20 de noviembre de 1949, luego del grave estado de salud del Presidente Domingo Díaz Arosemena.

## Primeros años
Graduado en la Universidad de Edimburgo en 1917, trabajó como médico en Escocia y en Panamá.

## Trayectoria política
Como político fue Ministro de Hacienda y Tesoro, concejal, cónsul de Panamá en Liverpool y Londres.
En 1948 fue elegido vicepresidente de la república, pero debido a que el presidente Domingo Díaz Arosemena renunció por enfermedad, asumió la presidencia constitucional de Panamá hasta la conclusión del mandato. No obstante, cuatro meses después, por presiones del jefe de la Policía Nacional José Antonio Remón Cantera, tuvo que renunciar.
En efecto, la Corte Suprema de Justicia aceptó "condicionalmente" el 20 de noviembre de 1949 la renuncia del presidente Chanis y juró en Roberto Chiari, su sucesor constitucional; cuando la Asamblea Nacional se reúne el 21 de noviembre de 1949, Chanis retiró su renuncia, declarando que fue coaccionada, y la Asamblea el 22 de noviembre de 1949 rechazó la renuncia. La Corte Suprema de Justicia el 24 de noviembre de 1949 declaró que Chanis continuara ocupando el cargo de Presidente de la República e informó a Roberto Chiari que su permanencia en la Jefatura del Estado era sólo de carácter temporal.
La Policía Nacional rechazó la decisión tomada por los Órganos Legislativo y Judicial y derrocó a Chanis, impidiéndole llegar al Palacio de las Garzas y le ofreció la Presidencia al Doctor Arnulfo Arias Madrid, pues existían pruebas de que Arias había sido el ganador de las elecciones de 1948, como lo determinó luego el Jurado Nacional de Elecciones mediante un recuento de votos.
| Predecesor: Domingo Díaz Arosemena | Presidente de Panamá 1949 | Sucesor: Roberto Francisco Chiari Remón |